# Greg Salas
Greg Salas (Chino, 25 agosto 1988) è un giocatore di football americano statunitense che gioca nel ruolo di wide receiver per i Buffalo Bills della National Football League (NFL). Fu scelto nel corso del quarto giro (112º assoluto) del Draft NFL 2011 dai St. Louis Rams. Al college ha giocato a football all'Università delle Hawaii.

## Carriera professionistica

### St. Louis Rams
Helu fu scelto dai St. Louis Rams nel corso del quarto giro del Draft 2011. Nella sua stagione da rookie disputò sette partite, nessuna come titolare, ricevendo 27 passaggi per 264 yard yard.

### New England Patriots
Il 1º settembre 2012, Salas fu acquisito dai Patriots per una scelta da definire del draft 2015. Dopo che Deion Branch fu svincolato, fu promosso nel roster attivo il 17 novembre 2012, disputando una sola gara prima di venire svincolato.

### Philadelphia Eagles
Il 23 novembre 2012, Salas passò ai Philadelphia Eagles, con cui nella stagione 202 non scese mai in campo.

### New York Jets
Il 15 ottobre 2013, Salas firmò con la squadra di allenamento dei New York Jets. Con essi nel 2013 disputò 8 partite, ricevendo 8 passaggi per 143 yard.

## Statistiche
| Partite totali      | 15  |
| Partite da titolare | 0   |
| Ricezioni           | 35  |
| Yard ricevute       | 407 |
| Touchdown           | 0   |

Statistiche aggiornate alla stagione 2013